# تساراماندروسو
تساراماندروسو (به لاتین: Tsaramandroso) یک منطقهٔ مسکونی در ماداگاسکار است که در Ambato-Boeni واقع شده‌است.
 تساراماندروسو  ۵٬۰۰۰ نفر جمعیت دارد و ۶۰ متر بالاتر از سطح دریا واقع شده‌است.